# Камчатский краевой объединённый музей
Камчатский краевой объединённый музей — крупнейшее музейное собрание Камчатского края, расположенное в городе Петропавловске-Камчатском.
В фондах музея аккумулированы предметы по археологии, этнографии коренных народов Камчатки, уникальные книги XVII—XXI вв., живописные и графические работы камчатских художников, мемориальные коллекции и архивные фонды.
КГБУ «Камчатский краевой объединённый музей» занимается исследованием природы, истории Камчатки и культуры народов, проживающих на её территории.

## История
В 1911 году по инициативе губернатора Камчатской области В. В. Перфильева и местной интеллигенции был основан областной научно-промышленный музей.
Бюджет на приобретение первых экспонатов составлял 1000 рублей. На эти деньги были приобретены предметы, собранные для Всемирной выставки 1893 года в Чикаго (США) и Приамурской выставки в 1901 году в Хабаровске, а также предметы, собранные для Второй Приамурской выставки, проводившейся в 1913 году в ознаменование 300-летия царствования Дома Романовых.
Музей разместили в здании канцелярии губернатора Камчатской области.
Первоначальная коллекция состояла из предметов, которые были подарены исследователями: путешественниками и учеными в начале XX века.
Рост и финансирование музея было приостановлено с отъездом с Камчатки губернатора В. В. Перфильева. Следующий губернатор Николай Мономахов остановил в 1913 году отпуск средств на содержание музея и отдал распоряжение сложить на чердаке здания канцелярии имеющиеся музейные предметы.
В 1917 году совершается попытка возродить музей возобновлением финансирования. Инициатором возрождения выступила редакция газеты «Камчатский листок». Редакцией был организован сбор средств на оборудование и модернизацию музея.
Жители Петропавловска-Камчатского с энтузиазмом встретили акцию газеты. Но все усилия не дали существенных результатов, так как в 1918 году областные власти передали все сохранившиеся музейные экспонаты Петропавловскому высшему начальному училищу.
Прокопий Трифонович Новограбленов (основатель полноценного краеведческого движения на Камчатке) руководил работой музея с 1918 по 1932 гг. На основе переданных училищу музейных предметов он создал естественно-исторический кабинет. Он вёл работу для изменения статуса музея и выделения его как самостоятельной культурной институции — Камчатского музея.
25 февраля 1932 года П. Т. Новограбленов был арестован по делу «Автономная Камчатка».
1925 год указан годом основания музея в «Паспорте музея» Камчатского областного краеведческого музея от 1960 года.
Исследователи предполагают, что ещё в 1925 году музей назван Камчатским областным краеведческим музеем.
В 1928 году музей всё ещё располагался в здании городской школы-девятилетки, выступая в роли центра притяжения научно-исследовательской жизни камчатской общественности.
1925 год является датой организации музейной библиотеки. Определённые экземпляры из фондов той библиотеки сейчас хранятся в коллекции редкой книги музея. Многие из них имеют надпись «Кружок изучения Камчатки», который в 1926 году реорганизованн в Камчатское краеведческое общество.
Из «Отчёта о деятельности Камчатского краеведческого общества за январь 1928 г.», среди наиболее полных, систематически собранных коллекций музея можно отметить гербарий камчатской флоры, фотографии природы, хозяйства и быта Камчатского округа.
В этот же период в коллекции музея появляются орудия каменного века, предметы быта, меховые изделия коряков, эвенов, изделия из моржового клыка.
В 1929 году музей переезжает в отдельное помещение в здании окружкома ВКП(б). Музей был открыт для посетителей два дня в неделю, организованно экскурсионное обслуживание, входная плата составляла 20 копеек.
В 1933 году переезд в здание бывшего Петропавловского собора.
В 1934 году музей был перемещён в здание, где располагался до 1963 года.
В 1936 году после капитального ремонта музей был открыт для посетителей. В то время музей состоял из одного экспозиционного зала, где были совмещены разделы природы, истории, национальных культур, искусства северных народов, истории революции и гражданской войны на Камчатке. В день открытия музей посетило 600 человек.
В 1938-м в музей приходит работать Николай Моргалев сначала научным сотрудником, позднее — директором. Директором К. Моргалев проработал до 1945 года.
В годы Великой Отечественной войны 1941—1945 гг. работа музея не прекращалась.
В 1953—1959 гг. директором музея была Клавдия Васильевна Мечтанова, её сменили В. И. Ефимов, Л. К. Андрианова, Н. Н. Гончарова, Т. А. Матвеева, А. В. Семенов, — и это, судя по документам, далеко не полный список.

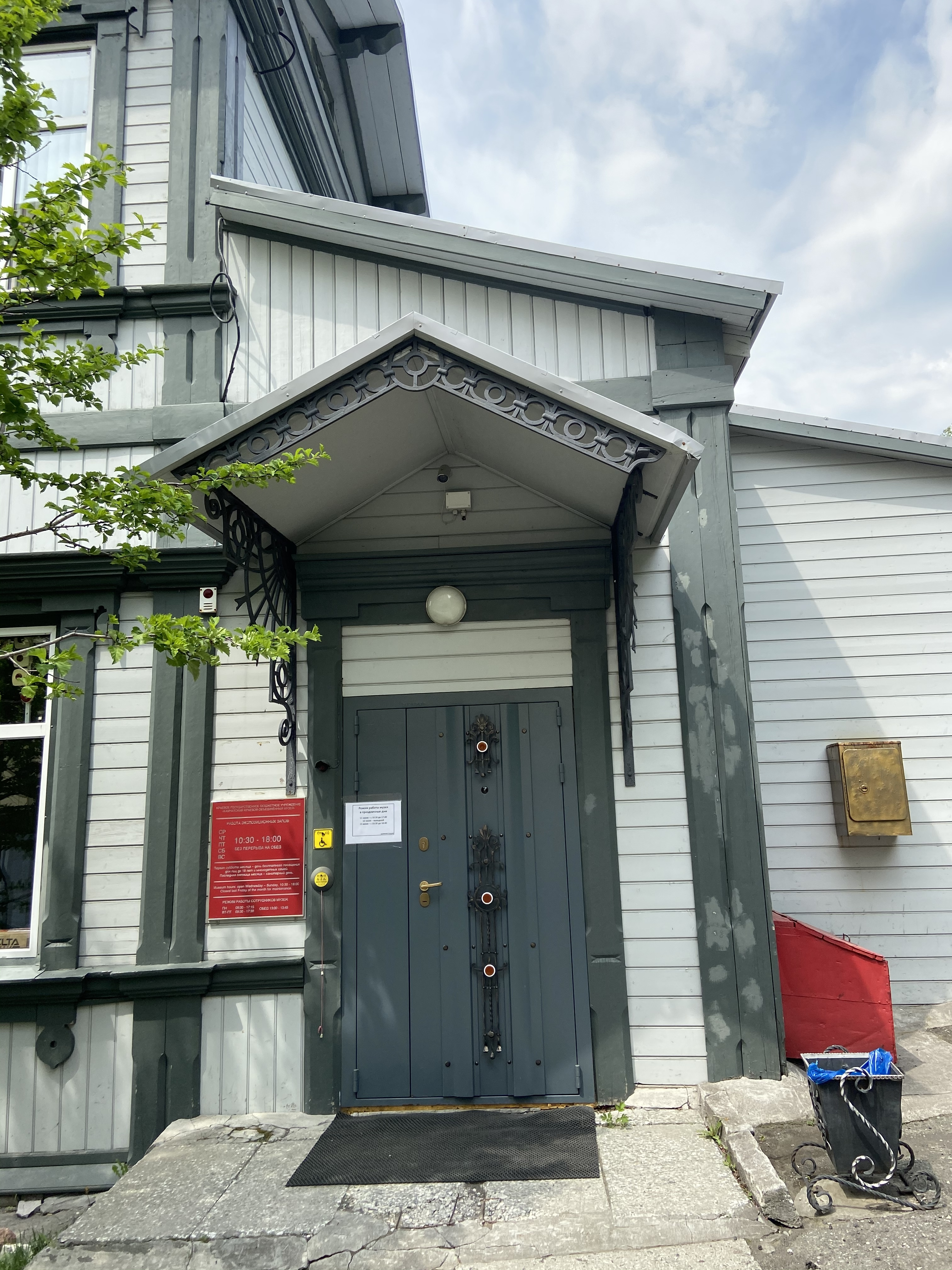
Вход в музей

В 1982 году Камчатский областной краеведческий музей возвращается в здание бывшей канцелярии губернатора, где и располагается в настоящее время, по адресу Ленинская улица, дом 20.
В 1986—1989 гг. была проведена реконструкция здания и реставрация его фасада, в результате чего облик здания вернул многие из утраченных ранее деталей.
В 1986 г. решением исполнительного комитета Камчатского областного Совета народных депутатов здание музея было принято на государственный учёт как памятник истории и культуры местного значения.
В 2004 году проведена реорганизация государственных учреждений культуры: Камчатского областного краеведческого музея, Историко-культурного центра «Нижне-Камчатский острог», Мильковского этно-культурного центра камчадалов — путём слияния их в государственное учреждение «Камчатский государственный объединённый музей».
12 декабря 2011 года заведение переименовано в краевое государственное бюджетное учреждение «Камчатский краевой объединённый музей».
В 2008 году ГУ КГОМ переименовано в краевое государственное учреждение «Камчатский краевой объединённый музей» (КГУ ККОМ), который до конца 2013 года возглавляла О. В. Ефимова.
В мае 2010 года музей вошёл в число музеев, участвующих в проведении международной акции «Ночь в музее», организовав «Этническую ночь в музее».
В мае 2011 года была проведена «Ночь искусств и науки в музее».
В настоящее время объединённым музеем руководит Е. Н. Буторова.

## Экспозиция
Постоянная экспозиция состоит из нескольких экспозиционных залов.
Зал природы — животный и растительный мир Камчатского края, с основными природными особенностями Камчатки и историей исследования природных ресурсов Камчатки.
Второй зал музейной экспозиции — древняя история на основе археологической коллекции: от первых поселений человека на территории Камчатского края 14 тыс. лет назад до XVIII века, пушки II Камчатской экспедиции Витуса Беринга, материальная и духовная культура коренных жителей Камчатки ительменов, коряков и малочисленных народов севера: алеутов и эвенов.
В зале истории — открытия и присоединения Камчатки к Российскому государству, с великими географическими открытиями, история создания и развития «Российско-Американской кампании».
В экспозиции представлена история обороны Петропавловска-Камчатского от англо-французской эскадры в 1854 г.
Постоянная экспозиция музея рассказывает только о определённом диапазоне времени от древности до начала XX века.

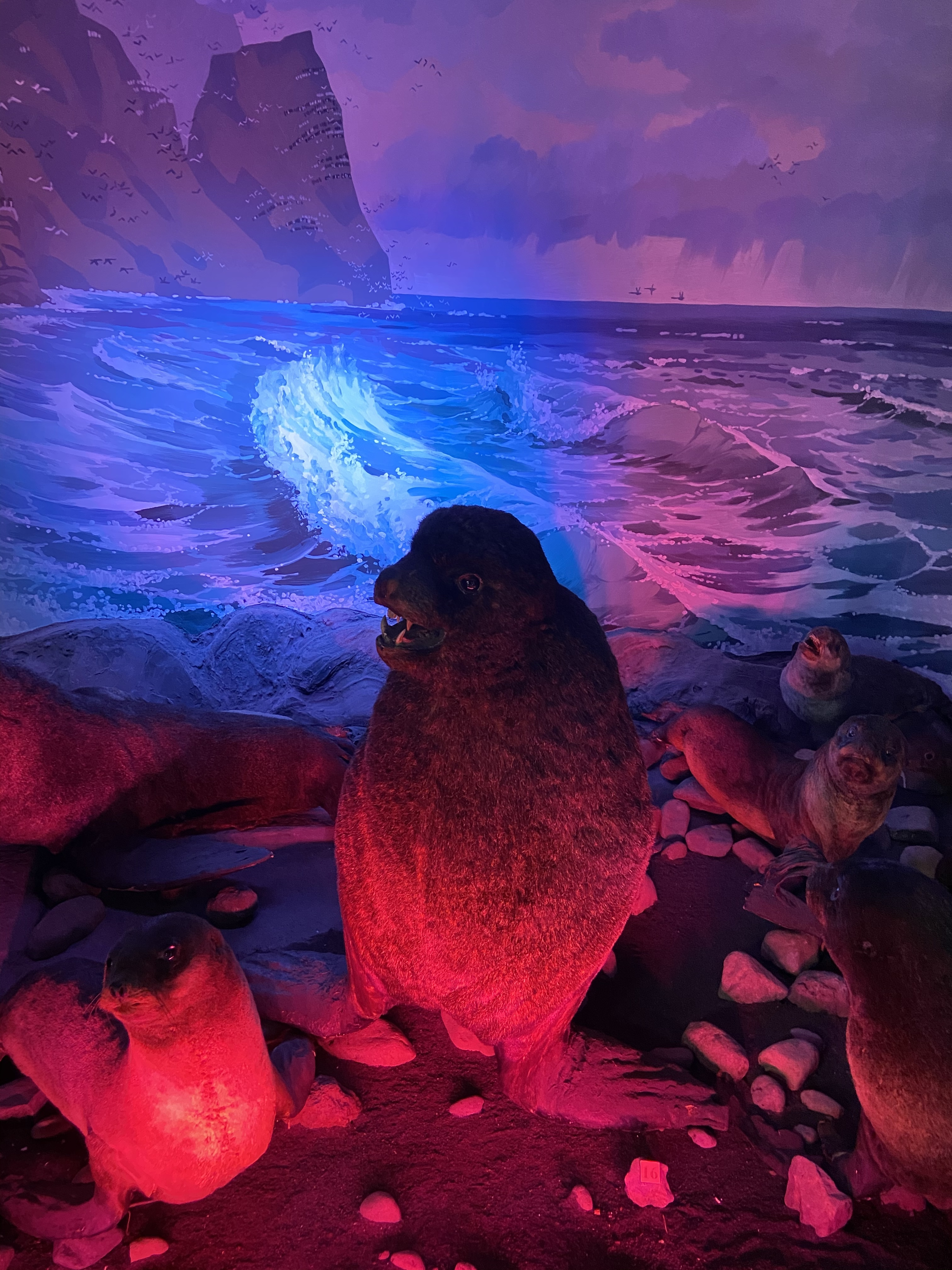
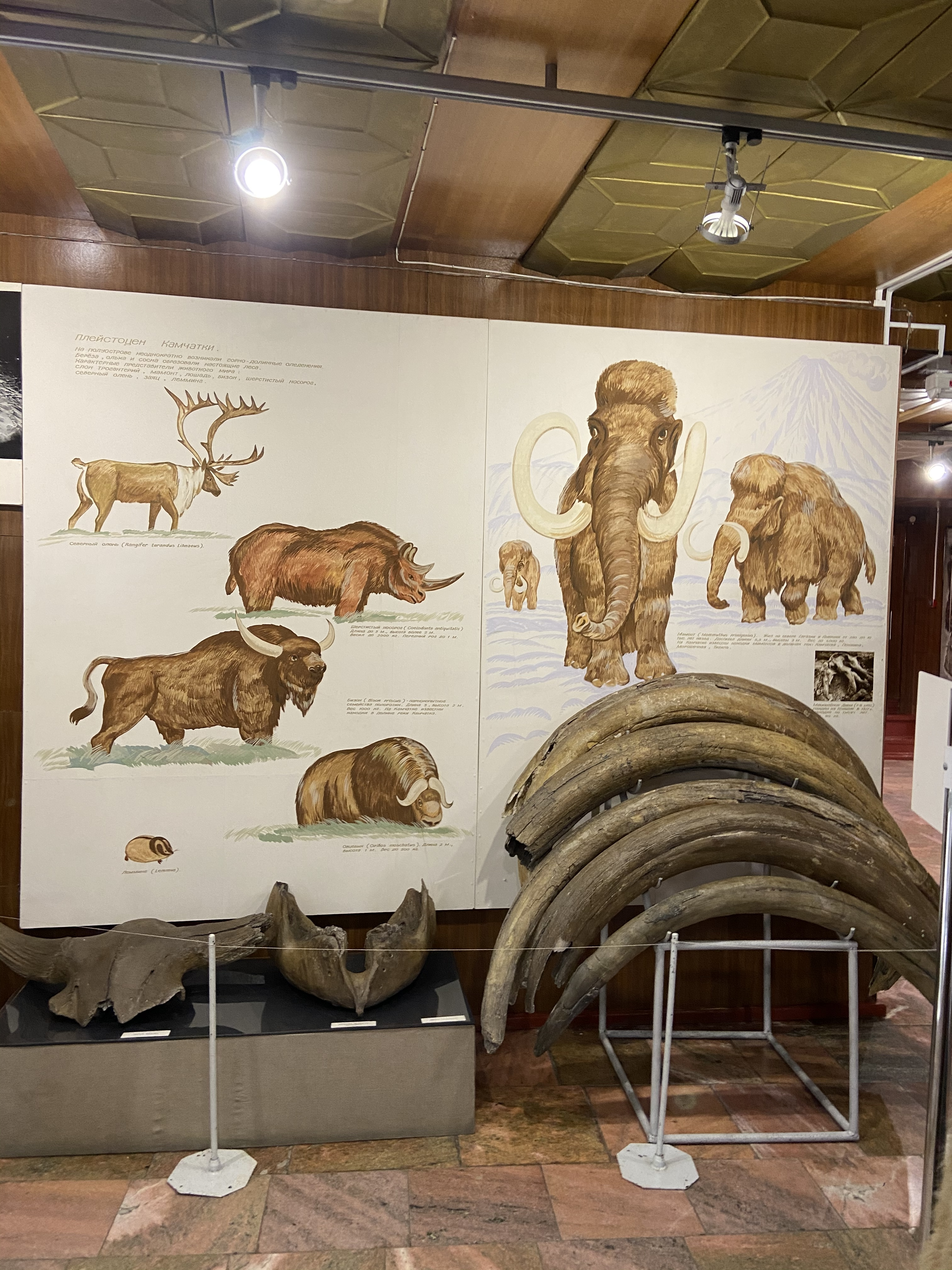
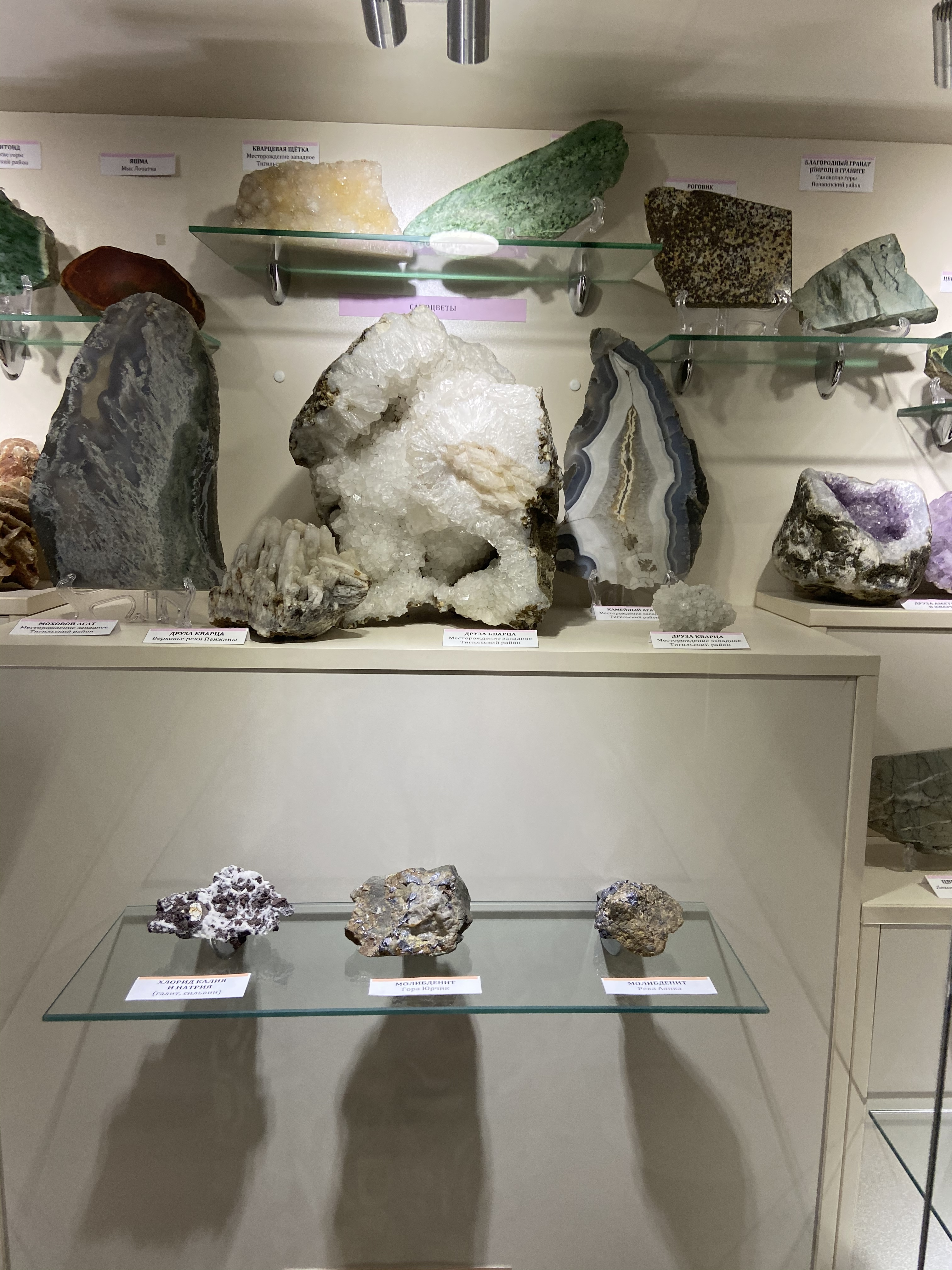
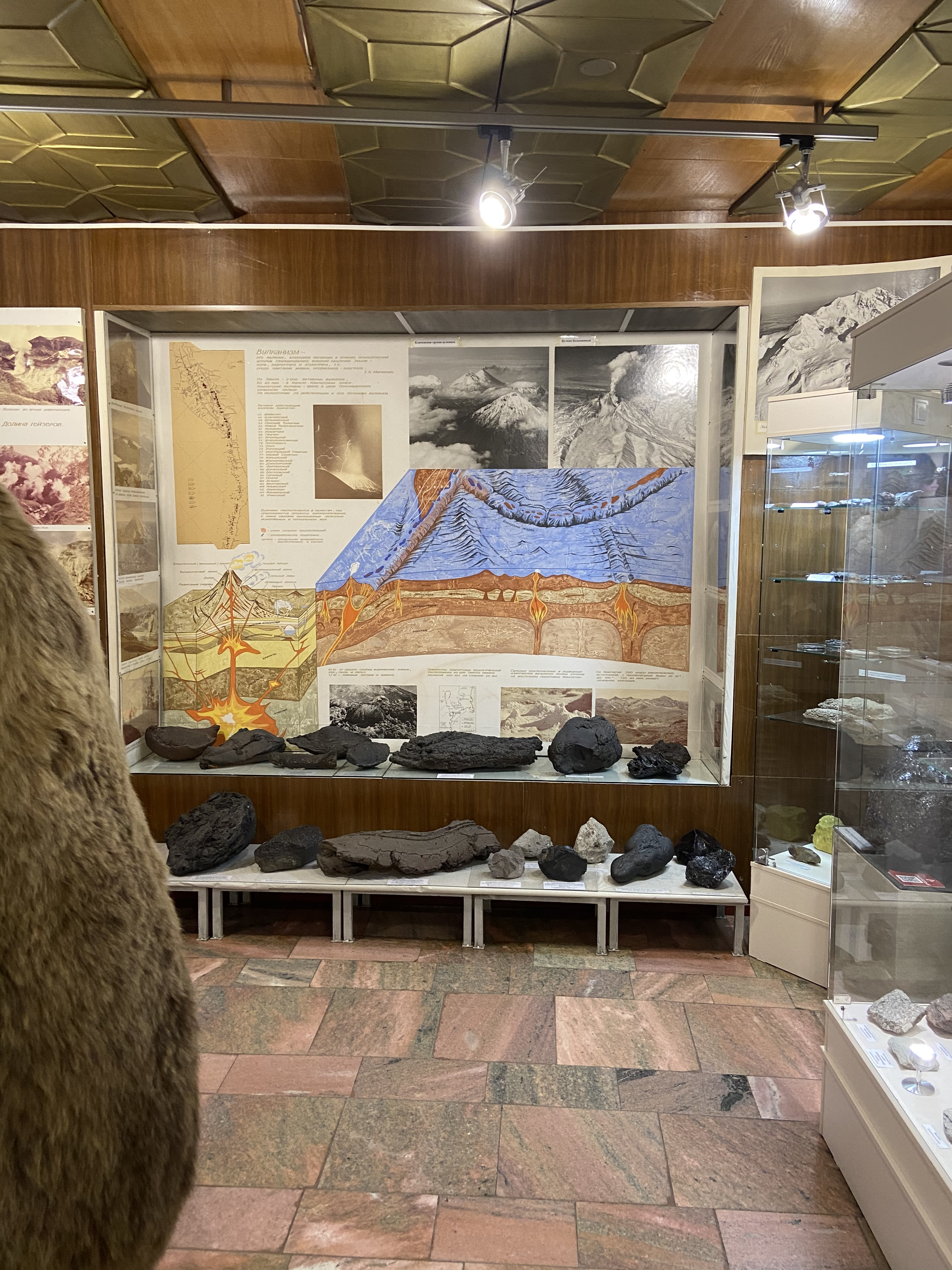
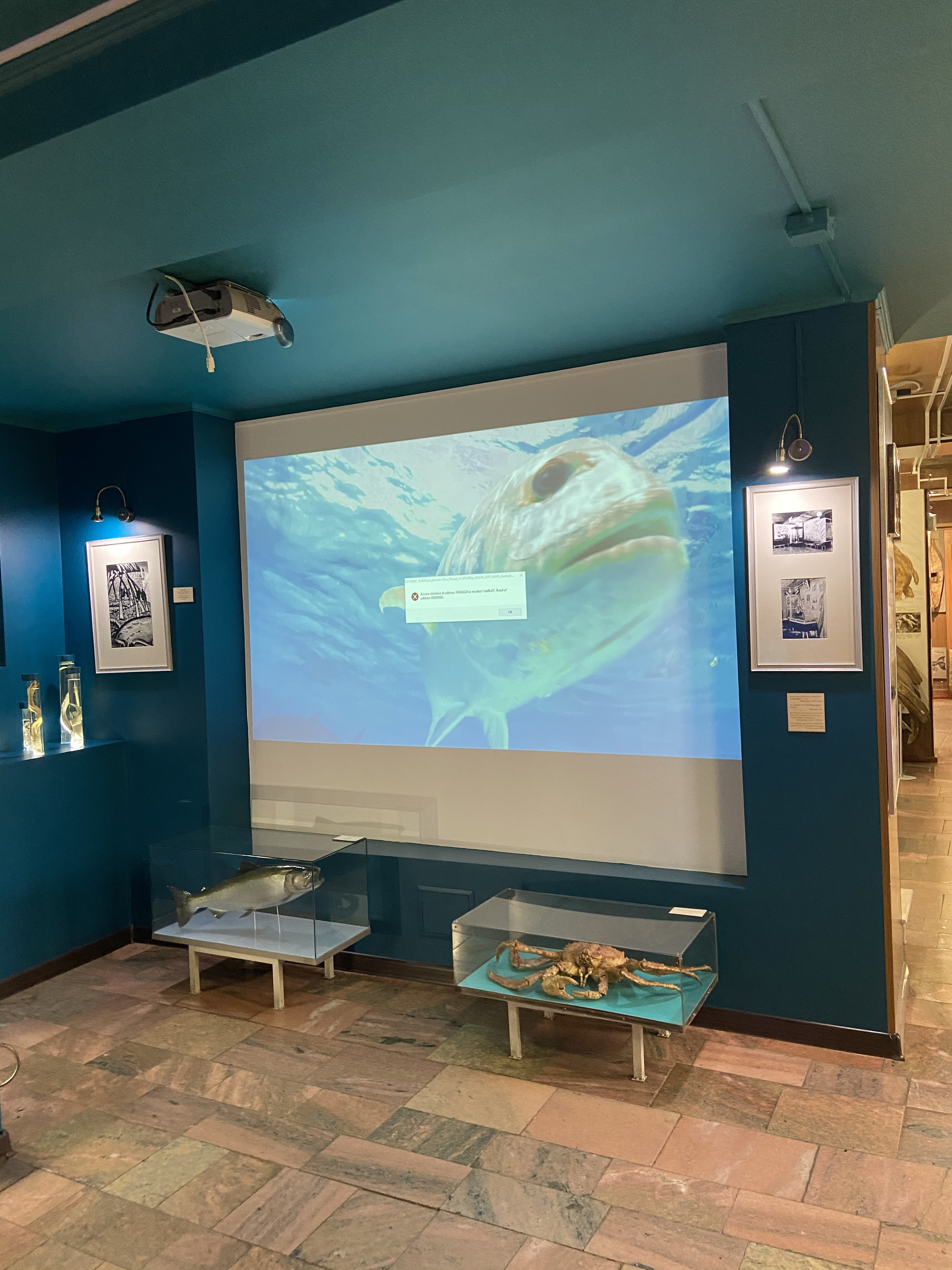
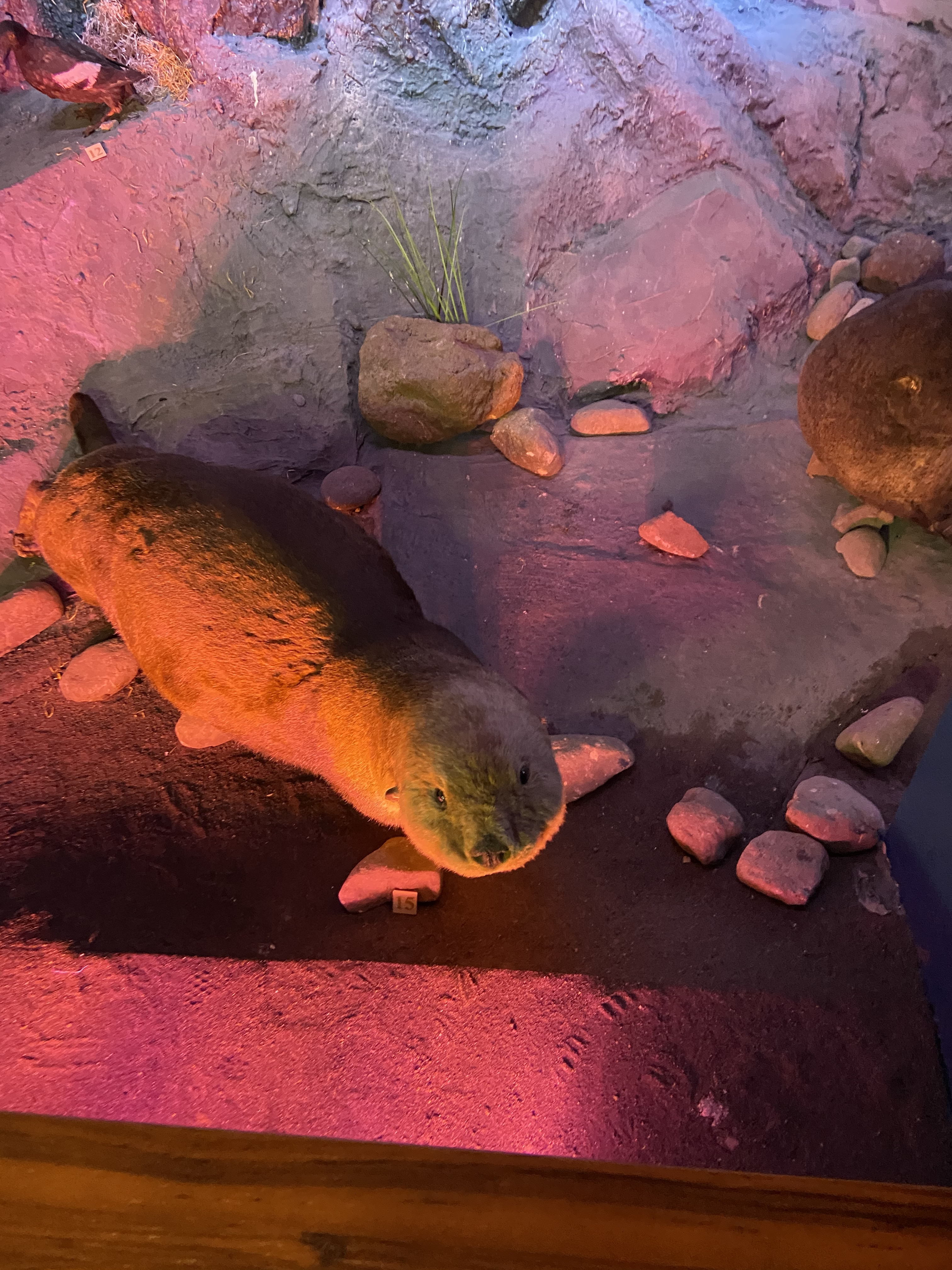
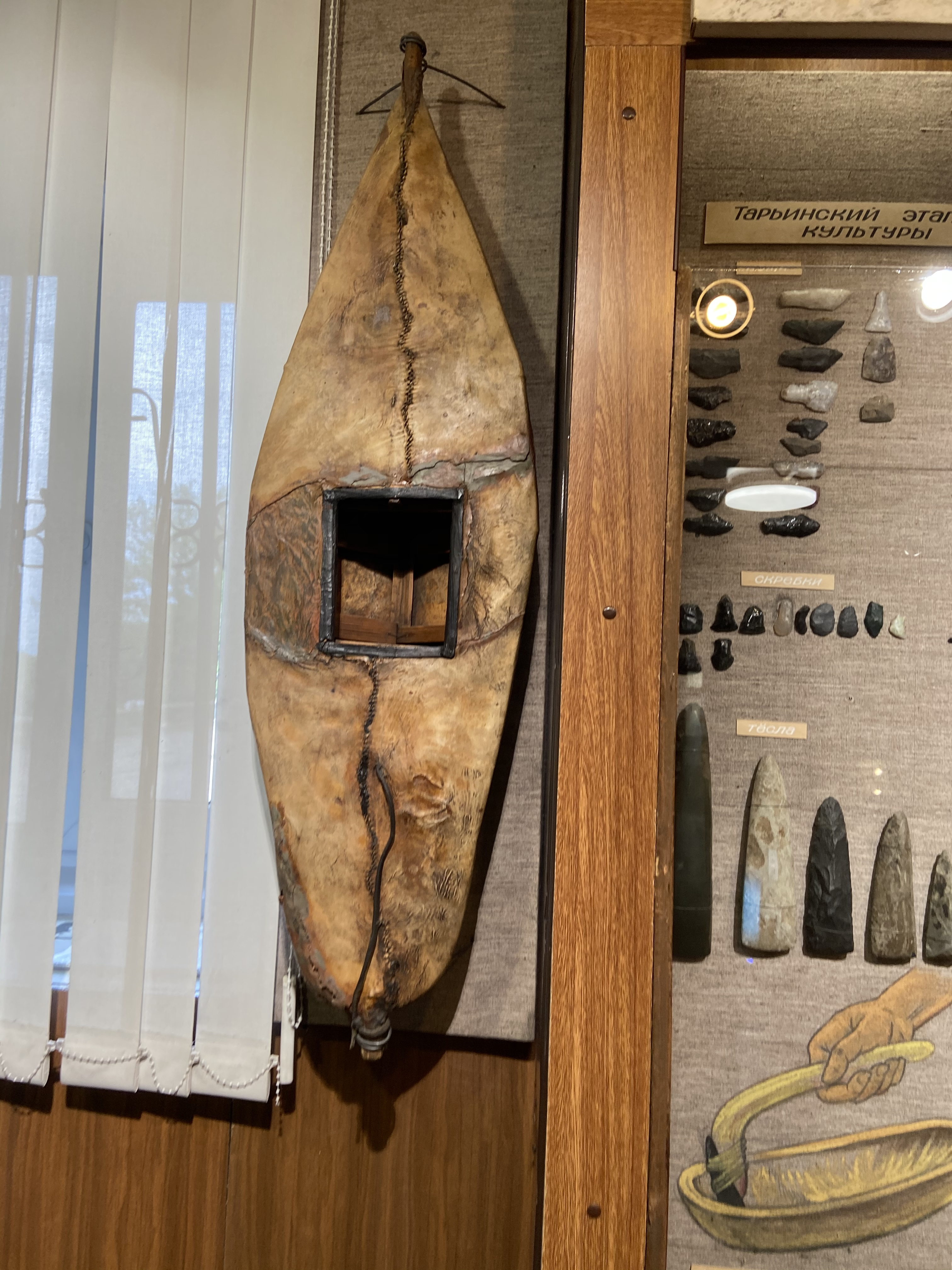

## Коллекции
Фонды КГБУ ККОМ по состоянию на 1 апреля 2016 года включают в себя 121 904 единицы хранения основного фонда, 25 175 единиц хранения научно-вспомогательного фонда.

### Вещественные источники
Предметы XVIII—XXI веков. Среди предметов коллекции — облачение и одежда первого епископа Петропавловского и Камчатского Нестора, предметы, принадлежавшие известным ученым (геолог Т. И. Устинова, биологи Е. М. Крохин и Ф. Г. Крогиус), врачам (С. П. Хомченко), деятелям культуры и искусства; предметов быта начала XX века.
В данной коллекции представлены оборудование и приборы ветеринарной лаборатории С. А. Грюнера, который был одним из создателей в 1911 году на Камчатке областного научно-промышленного музея.
Коллекция с разной степенью полноты представляет историю Камчатки, начиная со времени прихода русских в XVII веке до настоящего времени.
В музее собрана уникальная геолого-минералогическая коллекция, в которой представлены минералы и продукты вулканической деятельности.

### Естественно-научная коллекция
Предметы, связанные с изучением литосферных плит полуострова Камчатка и прилегающих морей и Тихого океана: минералы, горные породы, геологические и палеонтологические объекты: предметы, представляющие растительный и животный мир полуострова Камчатка.
В последнее время естественно-научная коллекция пополняется новыми чучелами животных, обитающих на территории Камчатского края.

### Письменные и аудиовизуальные источники
Коллекция насчитывает около 99 тысяч единиц хранения, имеются старопечатные книги XVII века, книги по истории и географии Камчатки. В коллекции представлена книга С. П. Крашенинникова «Описание земли Камчатки» издания 1755 года. Уникальны фотографии Камчатки 70-х годов XIX века (фотоальбом, принадлежавший исследователю Камчатки Б. И. Дыбовскому).
Часть номеров газеты «Камчатская правда» 30-х гг. XX века сохранилась на настоящий момент только в собрании КГУ ККОМ.
Документы отражают историю Камчатки XVIII—XXI века. В коллекции выделено 187 архивных фондов, в которых систематизированы документы по общественно-политической, научной, культурной истории Камчатки, широко представлены личные фонды участников установления Советской власти, гражданской войны, Великой Отечественной войны, деятелей науки, культуры и искусства.

### Художественная коллекция
Коллекция включает в себя произведения живописи, графики и декоративно-прикладного искусства камчатских и российских авторов. В коллекции представлены иконы XVIII—XXI веков картины художника-коряка, члена Союза художников СССР Кирилла Килпалина, работы художницы-керамистки ительменки Зинаиды Машихиной, произведения художников — членов Союза художников СССР и России.

### Этнографическая коллекция
Предметы материальной и духовной культуры коренных и малочисленных народов Камчатки — ительменов, коряков, эвенов, алеутов Командорских островов, а также русского населения.
Создателями меховых ковров, сумок, предметов одежды, являются корякские мастерицы А. Попова, М. Притчина, О.Олелей, Т. Голикова, Д. Уварова. Творчество этих мастериц — явление уходящей традиционной культуры, их одежда, обувь, орнаменты — это виртуозная работа с кожей и мехом ручной выделки, тонкая вышивка подшейным волосом оленя, использование сложных техник меховой мозаики и прорезного орнамента. Мастерицы М.Притчина, Т.Голикова, О.Олелей — члены Союза художников России.

## Музей в Мильково (Отдел КГБУ ККОМ в с. Мильково)
В 1976 году в Милькове по Набережной улице, 53, открылся музей на общественных началах («часовенка»). Здание возводилось методом народной стройки по инициативе М. И. Угрина.
В 1978 году он преобразован в филиал Камчатского областного краеведческого музея.
В 1985-м стал занимать уже два строения: в так называемой «часовенке» расположился этнографический музей, в здании на Набережной, 48 — музей советского периода и фонды.
В 1990 году на базе филиала был создан Этнокультурный центр камчадалов, который возглавил М. И. Угрин. Просуществовал центр до 2003 года. К этому времени «часовенка», непригодная для хранения музейных предметов, опустела. Часть экспонатов разместилась в постоянных экспозициях на втором этаже бывшей картинной галереи, остальные — в хранилище.
В 2004 году Этнокультурный центр камчадалов стал обособленным структурным подразделением Камчатского государственного объединённого музея. Руководство отделом было возложено на Н. Л. Ульянову.
Cокращённое наименование Мильковского музея отныне выглядит так: отдел КГБУ ККОМ в с. Мильково.
После ухода на заслуженный отдых Натальи Лазаревны Ульяновой руководство отделом осуществляет Валентина Ивановна Ворошилова.

## Директора
1918—1932 Прокопий Трифонович Новограбленов
?- 1945 Николай Моргалев
1953—1959 Клавдия Васильевна Мечтанова,
В. И. Ефимов, Л. К. Андрианова, Н. Н. Гончарова, Т. А. Матвеева, А. В. Семенов
1974—1982 Клара Николаевна Величко
1982—2004 Алексей Кириллович Пономаренко.
2004—2008 Ольга Владиславовна Ефимова.